# نورا (فیلم ۱۹۴۴)
نورا (انگلیسی: Nora) یک فیلم در ژانر درام به کارگردانی هارالد براون است که در سال ۱۹۴۴ منتشر شد. از بازیگران آن می‌توان به لوئیزه اولریخ، گوستاو دیسل، کارل گونتر، گئورگ اچ. اشنل، و گئورگ تومالا اشاره کرد.